# Campeonato Mundial de Tiro al Plato de 1967
El XII Campeonato Mundial de Tiro al Plato se celebró en Bolonia (Italia) en el año 1967 bajo la organización de la Federación Internacional de Tiro Deportivo (ISSF) y la Federación Italiana de Tiro Deportivo. Paralelamente se celebró el I Campeonato Mundial de Tiro al Blanco Móvil.

## Resultados

### Masculino
| Evento          | Oro                             | Plata                                        | Bronce                                |
| --------------- | ------------------------------- | -------------------------------------------- | ------------------------------------- |
| Foso            | Guy Renard · Bélgica · 283 pts. | Richard Loffelmacher Estados Unidos 282 pts. | Adam Smelczyński · Polonia · 282 pts. |
| Foso (equipos)  | Italia · 732                    | Estados Unidos 719                           | URSS 716                              |
| Skeet           | Konrad Wirnhier RFA 198         | Evgeniy Petrov URSS 197                      | Yuri Tsuranov URSS 197                |
| Skeet (equipos) | URSS 392                        | Italia · 375                                 | Dinamarca 374                         |

### Femenino
| Evento | Oro                             | Plata                           | Bronce                        |
| ------ | ------------------------------- | ------------------------------- | ----------------------------- |
| Foso   | Elisabeth von Soden RFA 86 pts. | Valentina Gerasina URSS 82 pts. | Vera Verigina URSS 77 pts.    |
| Skeet  | Larisa Gurvich URSS 94          | Klavdia Smirnova URSS 93        | Mirella Lenzini · Italia · 85 |

## Medallero
| Núm. | País           | Oro | Plata | Bronce | Total |
| ---- | -------------- | --- | ----- | ------ | ----- |
| 1    | URSS           | 2   | 3     | 3      | 8     |
| 2    | RFA            | 2   | 0     | 0      | 2     |
| 3    | Italia         | 1   | 1     | 1      | 3     |
| 4    | Bélgica        | 1   | 0     | 0      | 1     |
| 5    | Estados Unidos | 0   | 2     | 0      | 2     |
| 6    | Dinamarca      | 0   | 0     | 1      | 1     |
|      | Polonia        | 0   | 0     | 1      | 1     |
|      | TOTAL          | 6   | 6     | 6      | 18    |